# ¿... Y el prójimo?
¿... Y el prójimo? és una pel·lícula dramàtica espanyola del 1974 escrita i dirigida per l'actor Ángel del Pozo Merino en el que va suposar el seu debut com a director i com a guionista.

## Argument
Drama sobre el trasplantament d'òrgans.

## Repartiment
- Geraldine Chaplin... Luisa
- Antonio Ferrandis... Ramón
- Julián Mateos... Javier
- Fernando Rey... Luis Ignacio
- Basilio ... Carlos
- Charo Soriano... Mare de Luisa
- Margot Cottens... Teresa
- Eduardo Fajardo... Vicente
- Juan Diego... Antonio

## Premis
Per la seva actuació Antonio Ferrandis va guanyar al premi al millor actor al Festival Internacional de Cinema de Karlovy Vary de 1974 i als Premis del Sindicat Nacional de l'Espectacle de 1974.